# Пітер Блад
Капітан Пітер Блад (англ. Captain Peter Blood, ісп. Don Pedro Sangre, фр. Le Sang) —  вигаданий пірат, головний герой історично-пригодницької серії книг Рафаеля Сабатіні: «Одіссея капітана Блада», «Хроніки капітана Блада», «Удачі капітана Блада». Уособлює класичний образ благородного розбійника, пірата з поняттям про честь та гідність. 

## Книжкова біографія
Після низки юнацьких військово-морських пригод та халеп Пітер Блад стає лікарем. На початку роману він надає медичну допомогу бунтівнику, за що засуджується до страти. З фінансових причин Блада разом з учасниками повстання відправляють у рабство на Барбадос, де його купує для робіт на цукрових плантаціях полковник Бішоп, на прохання своєї племінниці Арабелли. Та виявляється, що професійні медичні знання Блада вигідніші для Бішопа, ніж робота на плантаціях, і Блад отримує статус приватного лікаря. В цей час він знайомиться з Аребеллою, до якої у нього з'являються романтичні почуття. Але їх стосунки не можна назвати гармонійними. 
Невдовзі за допомогою хитрих інтриг Блад тікає з острова разом з іншими каторжанами. Вони захоплюють іспанський корабель, який називає "Арабелла" на честь коханої, і за короткий час Пітер Блад стає одним із найуспішніших піратів Карибського моря. 
За час кар'єри пірата Пітер Блад завів багато друзів та ворогів, був учасником низки інтриг та набігів, та завжди намагався притримуватися власного кодексу честі та уникати невиправданої жорстокості, а також плекав у серці кохання до Арабелли Бішоп, яку не один раз рятує від небезпеки. Зокрема під час набігу французів на Ямайку, де на той час губернатором був її дядько, полковник Бішоп — головний ворог Пітера Блада. 
Зрештою, після зміни монарха на британському троні та завершення терміну покарання, за заслуги перед Англією Пітер Блад посідає місце губернатора Ямайки. 

## Зовнішність та особистість
Рафаель Сабатіні в романі «Одіссея капітана Блада» дає такий опис головного героя:
Зовнішність Блада заслуговувала на увагу: він був високий, худорлявий і смаглявий, як циган. З-під чорних брів дивилися спокійні, але пронизливі очі, напрочуд сині для такого смаглявого обличчя. І цей погляд і правильної форми ніс гармоніювали з твердою, рішучою складкою його губ. Він одягався у все чорне, як і личило людині його професії, але на костюмі його лежав відбиток витонченості, що свідчив про добрий смак. Усе це було характерно скоріше для шукача пригод, яким він колись і був, ніж для статечного медика, яким він став зараз. Його камзол з тонкого камлоту був обшитий срібним позументом, а манжети сорочки і жабо прикрашалися брабантськими мереживами.
Надалі опис зовнішності Блада повторюються у Сабатіні майже дослівно. Це напевно пов'язано з тим, що його образ усвідомлено романтизується письменником.  
Незвичайна для ірландця зовнішність і бездоганне знання кастильської говірки іспанської мови дозволяють Бладу успішно видавати себе за іспанця. Іспанцям Блад був відомий як дон Педро Сангре (буквальний переклад Blood іспанською Sangre - кров), французам - Ле Сан (le Sang - кров). Герой часто вигадує собі прізвища, якщо ситуація вимагає дотримуватися інкогніто, і користується іспанським варіантом свого особистого імені Пітер - Педро.
Пітер Блад має живий розум, винахідливість і багату уяву, легко знаходить вихід зі складних ситуацій і майже завжди зберігає крижаний спокій, володіє значною фізичною силою і спритністю, чудово фехтує. Він вельми схильний до іронії та самоіронії, іноді вставляє в мовлення латинські вирази і поетичні звороти. Пітер Блад ніколи не проявляє безглуздої жорстокості, він не чужий співчуття, хоча в певних ситуаціях може бути суворим і непохитним.
Пітер Блад схильний до театральності та лицарськості. Він завжди принципово тримає своє слово, за що його навіть поважають іспанці, допомагає дамам, які потрапили в біду, та поводиться як джентльмен. Перебуваючи під виглядом португальця в іспанських володіннях, Блад розповідав сам про себе: «Мені з особистого досвіду відомо, що ця страшна людина, цей Блад, не далека від понять лицарськості. Він людина честі, хоча й пірат. Цей грабіжник, цей сатана в образі людини ніколи не проявляє безглуздої жорстокості і завжди тримає слово».
Блад — католик, однак згадує про це лише тоді, коли ситуація вимагає. Сам герой, відмовляючись від ідеї захопити в полон католицького кардинала, говорив таке: «Богу, звісно, відомо, що я грішник, але я все-таки сподіваюся, що залишився сином істинної церкви». 
Пітер Блад курить люльку. 

## Пітер Блад в іграх
Пітер Блад є одним з ігрових персонажів у грі «Корсари: Місто Загублених Кораблів».